# Инокентије Комељски
Преосвећени Инокентије (Охљабинин), Комељски, Вологдски († 1491), јермонах и светитељ, ученик светог Нила Сорског, оснивач Комељског Спасо-Преображенског манастира.

## Биографија
Свети Инокентије је рођен у Москви и води порекло из породице кнезова Охљабињина, који су свој родослов водили до јарославских кнезова Ухорског. Очигледно, он је био син оснивача породице Фјодора Окхљабина. Често се поистовећује са Иваном Федоровичем Окљабинином, чије се име помиње у књизи разреза за 1515. годину, али, међутим, ово је анахронизам. Година његовог рођења није позната.
Позната су два издања житија светог Инокентија. Међутим, поузданост информација у њима остаје под знаком питања. Рани живот, који је очигледно садржао поузданије вести о монаху, изгорео је приликом разарања манастира 1538. од стране казанских Татара. Инокентије се помиње у житију монаха Нила Сорског, и овај податак се у великој мери разликује од оних који су дати у познатом житију Инокентија.
По свему судећи, Свети Инокентије је пострижен у Кирило-Белозерском манастиру. Година пострига је непозната. Поуздано се зна да је био најближи ученик монаха Нила Сорског (+ 1508) и да је заједно са њим путовао у Палестину, Цариград и Атос између 1475-1485. (О томе извештава житије Нила Сорског.)
По повратку са дугог ходочашћа, Нил и Инокентије су се населили изван Белозерског манастира, а затим су, у потрази за забаченијим и „неулазним“ местом за светске људе, пронашли место погодно за скит 15 миља од манастира на реци Сора. Овде су, подигавши крст, поставили две ћелије. Тако је положен темељ Нило-Сорске пустиње.
После неког времена, Инокентије је напустио свог учитеља и основао свој манастир у Вологдској области на реци Еди, притоци реке Нуроме. Тако је то представљено у белешци „О животу монаха Нила Сорског“. Благосиљајући, монах Нил каже свом ученику: „... Станиште твоје да буде заједничко, а моја пустиња, како у животу тако и после моје смрти, биће – јер један брат ми живи у келијама. Тако је монах Нил благословио свог ученика да створи општински манастир. Међутим, из Завета који је Инокентије написао непосредно пре своје смрти, следи да је то ипак био скит, сличан скиту на Сору. Тек касније се скит Инокентија претворио у манастир Спасо-Преображенски Комељ.

## „Завет“ и други списи светог Инокентија
Желећи да своја упутства препусти братији, монах Инокентије је непосредно пре своје смрти написао „Завет“, у коме инсистира да се држи предања „господара и учитеља, старца Нила“. Тестамент се састоји из предговора и одељака „О Цркви“, „О келијама“ и „О самосвојцима“. У одељку „О Цркви“ монах тражи да се храм посвети у име Јована Крститеља, трећег обретења његове главе, јер је „Јован учитељ свим монасима и пустињацима“. Очигледно, за живота Инокентија није било цркве у скиту.
Одељак „О ћелијама“ дотиче се „правне“ стране имовинских односа становника скита. У сваком случају, ћелије остају у поседу братије скита, а ректор њима располаже. Забрањена је трговина и размена ћелија.
„Самочиников“, монах захтева да буде кажњен, ако казна не успе, да се протера. Међутим, покајник се може вратити.
Поред Завета, позната је и његова кратка белешка „Добро је писати свете књиге“. У њему Инокентије, обраћајући се себи, наводи три разлога зашто се треба бавити писањем светих књига. То је потреба за исхраном својим трудом, отклањањем беспослице, као и „разговором са Богом“. Из ове белешке произилази да се монах бавио преписивањем књига, али до сада није било могуће идентификовати списе које је направио његовом руком.

## Смрт и поштовање светог Инокентија
Свети Инокентије се упокојио 19. марта 1491. године. По тестаменту је сахрањен у једном углу манастира код мочваре. На његов гроб је положен камен на коме су забележени година, месец и дан смрти (19. март 6999. године). Упркос тачном назнаку датума смрти, сумња се у то. У Аутунским свецима (састављеним почетком 18. века) година упокојења монаха је 1521. Пошто је, према житију Инокентија, умро после смрти свог учитеља (1508. године), могуће је сматрати датовање дато у календару (И. Верјужски) тачним. У првом издању житија налази се ознака 6999. године. Друга, очигледно погрешна, указује на 6909. (1401.) годину.
По свему судећи, поштовање светог Инокентија почело је убрзо после његовог упокојења. Бар до 1538. године (када су Татари уништили манастир) манастир је већ имао и икону и житије светитеља. Тропар и кондак су познати од 17. века. Успомена на Инокентија 19. марта назначена је у Опису руских светитеља (спискови с краја 17.-19. века). Поред 19. марта, помен Светог Инокентија празнује се у Саборном храму Вологдских светитеља у 3. недељу по Духовима, и у Саборном храму новгородских светитеља, у недељу 2. по Духовима, а такође и у Саборном храму светих светих Атонских.